# Saison 2023-2024 des Cavaliers de Cleveland
La saison 2023-2024 des Cavaliers de Cleveland est la 54e saison de la franchise en NBA.
Le 12 avril, les Cavaliers se qualifient pour les playoffs. 
Le 15 mai, ils sont éliminés par les Celtics de Boston en demi-finale de conférence des playoffs (1-4) après avoir battu le Magic d'Orlando au premier tour (4-3). 

## Draft
| Tour | Choix | Joueur      | Poste | Nationalité | Provenance                |
| ---- | ----- | ----------- | ----- | ----------- | ------------------------- |
| 2    | 49    | Emoni Bates | SF    | États-Unis  | Eagles d'Eastern Michigan |

## Matchs

### Summer League
| Summer League Total: 6-0 |

| Match | Date match | Équipe   | Score         | Meilleur marqueur   | Meilleur rebondeur | Meilleur passeur   | Lieux Spectateurs      | Série |
| ----- | ---------- | -------- | ------------- | ------------------- | ------------------ | ------------------ | ---------------------- | ----- |
| 1     | 7 juillet  | Brooklyn | V 101-97      | Sharife Cooper (27) | Sam Merrill (10)   | Isaiah Mobley (6)  | Cox Pavilion 0         | 1 - 0 |
| 2     | 9 juillet  | Toronto  | V 99-76       | Isaiah Mobley (15)  | Khalifa Diop (9)   | Sharife Cooper (5) | Cox Pavilion 0         | 2 - 0 |
| 3     | 10 juillet | Memphis  | V 100-77      | Sam Merrill (27)    | Khalifa Diop (9)   | Craig Porter (6)   | Cox Pavilion 0         | 3 - 0 |
| 4     | 13 juillet | Chicago  | V 87-83       | Craig Porter (22)   | Isaiah Mobley (12) | Craig Porter (6)   | Thomas & Mack Center 0 | 4 - 0 |
| 5     | 16 juillet | Brooklyn | V 102-99 (OT) | Isaiah Mobley (23)  | Luke Travers (12)  | Craig Porter (7)   | Thomas & Mack Center 0 | 5 - 0 |
| 6     | 17 juillet | Houston  | V 99-78       | Isaiah Mobley (28)  | Isaiah Mobley (11) | Craig Porter (8)   | Thomas & Mack Center 0 | 6 - 0 |

### Pré-saison
| Pré-saison Total: 1-3 (Domicile : 1-1; Extérieur : 0-2) |

| Match | Date match | Équipe           | Score     | Meilleur marqueur     | Meilleur rebondeur | Meilleur passeur       | Lieux Spectateurs                 | Série |
| ----- | ---------- | ---------------- | --------- | --------------------- | ------------------ | ---------------------- | --------------------------------- | ----- |
| 1     | 10 octobre | @ Atlanta        | D 107-108 | Isaac Okoro (19)      | Evan Mobley (9)    | Sharife Cooper (6)     | State Farm Arena 11 659           | 0 - 1 |
| 2     | 12 octobre | Orlando          | D 105-108 | Darius Garland (19)   | Strus, Wade (6)    | Ty Jerome (6)          | Rocket Mortgage FieldHouse 9 265  | 0 - 2 |
| 3     | 16 octobre | Maccabi Ra'anana | V 120-89  | Emoni Bates (16)      | Dean Wade (8)      | Jerome, Porter Jr. (6) | Rocket Mortgage FieldHouse 13 377 | 1 - 2 |
| 4     | 20 octobre | @ Indiana        | D 104-109 | Donovan Mitchell (28) | Evan Mobley (8)    | Ty Jerome (5)          | Gainbridge Fieldhouse 10 470      | 1 - 3 |

### Saison régulière
| Saison régulière Total: 48-34 (Domicile : 26-15; Extérieur : 22-19) |

| Match | Date match | Équipe        | Score     | Meilleur marqueur     | Meilleur rebondeur | Meilleur passeur     | Lieux Spectateurs                 | Série |
| ----- | ---------- | ------------- | --------- | --------------------- | ------------------ | -------------------- | --------------------------------- | ----- |
| 1     | 25 octobre | @ Brooklyn    | V 114-113 | Mitchell, Strus (27)  | Max Strus (12)     | Donovan Mitchell (6) | Barclays Center 17 931            | 1 - 0 |
| 2     | 27 octobre | Oklahoma City | D 105-108 | Donovan Mitchell (43) | Evan Mobley (15)   | Donovan Mitchell (5) | Rocket Mortgage FieldHouse 19 432 | 1 - 1 |
| 3     | 28 octobre | Indiana       | D 113-125 | Evan Mobley (33)      | Evan Mobley (14)   | Caris LeVert (8)     | Rocket Mortgage FieldHouse 19 432 | 1 - 2 |
| 4     | 31 octobre | New York      | D 91-109  | Donovan Mitchell (26) | Evan Mobley (12)   | Evan Mobley (5)      | Rocket Mortgage FieldHouse 19 432 | 1 - 3 |

| Match                                                                      | Date match   | Équipe          | Score          | Meilleur marqueur     | Meilleur rebondeur | Meilleur passeur       | Lieux Spectateurs                 | Série  |
| -------------------------------------------------------------------------- | ------------ | --------------- | -------------- | --------------------- | ------------------ | ---------------------- | --------------------------------- | ------ |
| 5                                                                          | 1er novembre | @ New York      | V 95-89        | Donovan Mitchell (30) | Georges Niang (10) | LeVert, Mobley (5)     | Madison Square Garden 19 812      | 2 - 3  |
| 6                                                                          | 3 novembre   | @ Indiana*      | D 116-121      | Donovan Mitchell (38) | Evan Mobley (10)   | Donovan Mitchell (9)   | Gainbridge Fieldhouse 16 744      | 2 - 4  |
| 7                                                                          | 5 novembre   | Golden State    | V 115-104      | Donovan Mitchell (31) | Evan Mobley (16)   | Garland, Mitchell (7)  | Rocket Mortgage FieldHouse 19 432 | 3 - 4  |
| 8                                                                          | 8 novembre   | @ Oklahoma City | D 120-128      | Caris LeVert (29)     | Max Strus (7)      | Darius Garland (9)     | Paycom Center 18 055              | 3 - 5  |
| 9                                                                          | 11 novembre  | @ Golden State  | V 118-110      | Caris LeVert (22)     | Max Strus (8)      | Donovan Mitchell (5)   | Chase Center 18 064               | 4 - 5  |
| 10                                                                         | 13 novembre  | @ Sacramento    | D 120-132      | Donovan Mitchell (22) | Evan Mobley (12)   | Darius Garland (6)     | Golden 1 Center 17 829            | 4 - 6  |
| 11                                                                         | 15 novembre  | @ Portland      | V 109-95       | Donovan Mitchell (34) | Evan Mobley (12)   | Max Strus (7)          | Moda Center 18 137                | 5 - 6  |
| 12                                                                         | 17 novembre  | Détroit*        | V 108-100      | Darius Garland (28)   | Evan Mobley (10)   | Mobley, Porter Jr. (5) | Rocket Mortgage FieldHouse 19 432 | 6 - 6  |
| 13                                                                         | 19 novembre  | Denver          | V 121-109      | Darius Garland (26)   | Mobley, Wade (10)  | Darius Garland (6)     | Rocket Mortgage FieldHouse 19 432 | 7 - 6  |
| 14                                                                         | 21 novembre  | @ Philadelphie* | V 122-119 (OT) | Darius Garland (32)   | Jarrett Allen (13) | Craig Porter Jr. (9)   | Wells Fargo Center 20 565         | 8 - 6  |
| 15                                                                         | 22 novembre  | Miami           | D 96-129       | Craig Porter Jr. (16) | Evan Mobley (10)   | Craig Porter Jr. (5)   | Rocket Mortgage FieldHouse 19 432 | 8 - 7  |
| 16                                                                         | 25 novembre  | L.A. Lakers     | D 115-121      | Donovan Mitchell (22) | Jarrett Allen (14) | Caris LeVert (8)       | Rocket Mortgage FieldHouse 19 432 | 8 - 8  |
| 17                                                                         | 26 novembre  | Toronto         | V 105-102      | Darius Garland (24)   | Evan Mobley (14)   | Darius Garland (8)     | Rocket Mortgage FieldHouse 19 432 | 9 - 8  |
| 18                                                                         | 28 novembre  | Atlanta*        | V 128-105      | Donovan Mitchell (40) | Evan Mobley (19)   | Darius Garland (8)     | Rocket Mortgage FieldHouse 19 432 | 10 - 8 |
| 19                                                                         | 30 novembre  | Portland        | D 95-103       | Donovan Mitchell (23) | Jarrett Allen (10) | Darius Garland (7)     | Rocket Mortgage FieldHouse 19 432 | 10 - 9 |
| *Matchs comptant pour la phase de groupe du NBA In-Season Tournament 2023. |              |                 |                |                       |                    |                        |                                   |        |

| Match | Date match  | Équipe              | Score          | Meilleur marqueur     | Meilleur rebondeur    | Meilleur passeur       | Lieux Spectateurs                 | Série   |
| ----- | ----------- | ------------------- | -------------- | --------------------- | --------------------- | ---------------------- | --------------------------------- | ------- |
| 20    | 2 décembre  | @ Détroit           | V 110-101      | Garland, Strus (22)   | Allen, Mobley (11)    | Garland, Strus (5)     | Little Caesars Arena 18 924       | 11 - 9  |
| 21    | 6 décembre  | Orlando             | V 121-111      | Donovan Mitchell (35) | Jarrett Allen (11)    | Darius Garland (9)     | Rocket Mortgage FieldHouse 19 432 | 12 - 9  |
| 22    | 8 décembre  | @ Miami             | V 111-99       | Donovan Mitchell (27) | Donovan Mitchell (13) | Garland, Mitchell (6)  | Kaseya Center 19 600              | 13 - 9  |
| 23    | 11 décembre | @ Orlando           | D 94-104       | Darius Garland (36)   | Tristan Thompson (13) | Darius Garland (5)     | Amway Center 19 032               | 13 - 10 |
| 24    | 12 décembre | @ Boston            | D 113-120      | Donovan Mitchell (29) | Max Strus (9)         | Darius Garland (7)     | TD Garden 19 156                  | 13 - 11 |
| 25    | 14 décembre | @ Boston            | D 107-116      | Donovan Mitchell (31) | Jarrett Allen (10)    | Donovan Mitchell (6)   | TD Garden 19 156                  | 13 - 12 |
| 26    | 16 décembre | Atlanta             | V 127-119      | Jarrett Allen (25)    | Jarrett Allen (14)    | Donovan Mitchell (13)  | Rocket Mortgage FieldHouse 19 432 | 14 - 12 |
| 27    | 18 décembre | Houston             | V 135-130 (OT) | Donovan Mitchell (37) | LeVert, Okoro (7)     | Mitchell, Okoro (6)    | Rocket Mortgage FieldHouse 19 432 | 15 - 12 |
| 28    | 20 décembre | Utah                | V 124-116      | Sam Merrill (27)      | Jarrett Allen (8)     | Caris LeVert (7)       | Rocket Mortgage FieldHouse 19 432 | 16 - 12 |
| 29    | 21 décembre | La Nouvelle-Orléans | D 104-123      | Dean Wade (20)        | Dean Wade (9)         | Craig Porter Jr. (11)  | Rocket Mortgage FieldHouse 19 432 | 16 - 13 |
| 30    | 23 décembre | @ Chicago           | V 109-95       | Max Strus (26)        | Jarrett Allen (17)    | Craig Porter Jr. (8)   | United Center 19 583              | 17 - 13 |
| 31    | 27 décembre | @ Dallas            | V 113-110      | Caris LeVert (29)     | Jarrett Allen (23)    | LeVert, Porter Jr. (7) | American Airlines Center 20 377   | 18 - 13 |
| 32    | 29 décembre | Milwaukee           | D 111-119      | Donovan Mitchell (34) | Jarrett Allen (12)    | Donovan Mitchell (9)   | Rocket Mortgage FieldHouse 19 432 | 18 - 14 |

| Match | Date match  | Équipe        | Score     | Meilleur marqueur      | Meilleur rebondeur   | Meilleur passeur      | Lieux Spectateurs                 | Série   |
| ----- | ----------- | ------------- | --------- | ---------------------- | -------------------- | --------------------- | --------------------------------- | ------- |
| 33    | 1er janvier | @ Toronto     | D 121-124 | Caris LeVert (31)      | Jarrett Allen (11)   | Donovan Mitchell (7)  | Scotiabank Arena 19 800           | 18 - 15 |
| 34    | 3 janvier   | Washington    | V 140-101 | Max Strus (24)         | Jarrett Allen (19)   | Jarrett Allen (7)     | Rocket Mortgage FieldHouse 19 432 | 19 - 15 |
| 35    | 5 janvier   | Washington    | V 114-90  | Donovan Mitchell (26)  | Jarrett Allen (12)   | Caris LeVert (11)     | Rocket Mortgage FieldHouse 19 432 | 20 - 15 |
| 36    | 7 janvier   | San Antonio   | V 117-115 | Jarrett Allen (29)     | Jarrett Allen (16)   | Donovan Mitchell (9)  | Rocket Mortgage FieldHouse 19 432 | 21 - 15 |
| 37    | 11 janvier  | Brooklyn      | V 111-102 | Donovan Mitchell (45)  | Allen, Mitchell (12) | Donovan Mitchell (6)  | Accor Arena, Paris 15 887         | 22 - 15 |
| 38    | 15 janvier  | Chicago       | V 109-91  | Donovan Mitchell (34)  | Jarrett Allen (14)   | LeVert, Mitchell (7)  | Rocket Mortgage FieldHouse 19 432 | 23 - 15 |
| 39    | 17 janvier  | Milwaukee     | V 135-95  | Donovan Mitchell (31)  | Jarrett Allen (13)   | Mitchell, Okoro (7)   | Rocket Mortgage FieldHouse 19 432 | 24 - 15 |
| 40    | 20 janvier  | @ Atlanta     | V 116-95  | Merrill, Mitchell (18) | Jarrett Allen (11)   | Donovan Mitchell (8)  | State Farm Arena 17 047           | 25 - 15 |
| 41    | 22 janvier  | @ Orlando     | V 126-99  | Sam Merrill (26)       | Jarrett Allen (11)   | Donovan Mitchell (13) | Kia Center 19 301                 | 26 - 15 |
| 42    | 24 janvier  | @ Milwaukee   | D 116-126 | Donovan Mitchell (23)  | Jarrett Allen (12)   | Donovan Mitchell (8)  | Fiserv Forum 17 510               | 26 - 16 |
| 43    | 26 janvier  | @ Milwaukee   | V 112-100 | Donovan Mitchell (32)  | Jarrett Allen (14)   | Donovan Mitchell (6)  | Fiserv Forum 17 855               | 27 - 16 |
| 44    | 29 janvier  | L.A. Clippers | V 118-108 | Donovan Mitchell (28)  | Jarrett Allen (17)   | Donovan Mitchell (12) | Rocket Mortgage FieldHouse 19 432 | 28 - 16 |
| 45    | 31 janvier  | Détroit       | V 128-121 | Donovan Mitchell (45)  | Jarrett Allen (11)   | Donovan Mitchell (8)  | Rocket Mortgage FieldHouse 19 432 | 29 - 16 |

| Match                  | Date match  | Équipe         | Score           | Meilleur marqueur     | Meilleur rebondeur   | Meilleur passeur       | Lieux Spectateurs                 | Série   |
| ---------------------- | ----------- | -------------- | --------------- | --------------------- | -------------------- | ---------------------- | --------------------------------- | ------- |
| 46                     | 1er février | @ Memphis      | V 108-101       | Donovan Mitchell (25) | Max Strus (10)       | Garland, Mitchell (7)  | FedExForum 15 505                 | 30 - 16 |
| 47                     | 3 février   | @ San Antonio  | V 117-101       | Donovan Mitchell (31) | Jarrett Allen (16)   | Donovan Mitchell (7)   | Frost Bank Center 18 354          | 31 - 16 |
| 48                     | 5 février   | Sacramento     | V 136-110       | Max Strus (22)        | Evan Mobley (14)     | LeVert, Mobley (7)     | Rocket Mortgage FieldHouse 19 432 | 32 - 16 |
| 49                     | 7 février   | @ Washington   | V 114-106       | Donovan Mitchell (40) | Jarrett Allen (9)    | LeVert, Mitchell (5)   | Capital One Arena 15 860          | 33 - 16 |
| 50                     | 8 février   | @ Brooklyn     | V 118-95        | Donovan Mitchell (27) | Evan Mobley (12)     | Darius Garland (7)     | Barclays Center 17 304            | 34 - 16 |
| 51                     | 10 février  | @ Toronto      | V 119-95        | Jarrett Allen (18)    | Jarrett Allen (15)   | Darius Garland (8)     | Scotiabank Arena 19 800           | 35 - 16 |
| 52                     | 12 février  | Philadelphie   | D 121-123       | Donovan Mitchell (36) | Allen, Mobley (10)   | Darius Garland (9)     | Rocket Mortgage FieldHouse 19 432 | 35 - 17 |
| 53                     | 14 février  | Chicago        | V 108-105       | Donovan Mitchell (30) | Jarrett Allen (10)   | Caris LeVert (9)       | Rocket Mortgage FieldHouse 19 432 | 36 - 17 |
| NBA All-Star Game 2024 |             |                |                 |                       |                      |                        |                                   |         |
| 54                     | 22 février  | Orlando        | D 109-116       | Trois joueurs (18)    | Jarrett Allen (10)   | Darius Garland (10)    | Rocket Mortgage FieldHouse 19 432 | 36 - 18 |
| 55                     | 23 février  | @ Philadelphie | D 97-104        | Jarrett Allen (24)    | Evan Mobley (10)     | Darius Garland (9)     | Wells Fargo Center 19 938         | 36 - 19 |
| 56                     | 25 février  | @ Washington   | V 114-105       | Jarrett Allen (22)    | Allen, LeVert (12)   | Caris LeVert (8)       | Capital One Arena 17 895          | 37 - 19 |
| 57                     | 27 février  | Dallas         | V 121-119       | Donovan Mitchell (31) | Allen, E. Mobley (9) | Garland, E. Mobley (7) | Rocket Mortgage FieldHouse 19 432 | 38 - 19 |
| 58                     | 28 février  | @ Chicago      | D 123-132 (2OT) | Evan Mobley (25)      | Evan Mobley (13)     | Caris LeVert (15)      | United Center 21 700              | 38 - 20 |

| Match | Date match | Équipe                | Score          | Meilleur marqueur   | Meilleur rebondeur | Meilleur passeur     | Lieux Spectateurs                 | Série   |
| ----- | ---------- | --------------------- | -------------- | ------------------- | ------------------ | -------------------- | --------------------------------- | ------- |
| 59    | 1er mars   | @ Détroit             | V 110-100      | Darius Garland (29) | Evan Mobley (17)   | Evan Mobley (7)      | Little Caesars Arena 19 299       | 39 - 20 |
| 60    | 3 mars     | New York              | D 98-107       | Sam Merrill (21)    | Evan Mobley (13)   | Allen, E. Mobley (6) | Rocket Mortgage FieldHouse 19 432 | 39 - 21 |
| 61    | 5 mars     | Boston                | V 105-104      | Dean Wade (23)      | Jarrett Allen (12) | Darius Garland (11)  | Rocket Mortgage FieldHouse 19 432 | 40 - 21 |
| 62    | 6 mars     | @ Atlanta             | D 101-112      | Jarrett Allen (18)  | Jarrett Allen (19) | Garland, LeVert (7)  | State Farm Arena 15 841           | 40 - 22 |
| 63    | 8 mars     | Minnesota             | V 113-104 (OT) | Darius Garland (34) | Jarrett Allen (18) | Garland, LeVert (8)  | Rocket Mortgage FieldHouse 19 432 | 41 - 22 |
| 64    | 10 mars    | Brooklyn              | D 101-120      | Georges Niang (20)  | Jarrett Allen (9)  | Caris LeVert (7)     | Rocket Mortgage FieldHouse 19 432 | 41 - 23 |
| 65    | 11 mars    | Phoenix               | D 111-117      | Darius Garland (30) | Jarrett Allen (10) | Caris LeVert (11)    | Rocket Mortgage FieldHouse 19 432 | 41 - 24 |
| 66    | 13 mars    | @ La Nouvelle-Orléans | V 116-95       | Darius Garland (27) | Jarrett Allen (10) | Darius Garland (11)  | Smoothie King Center 17 727       | 42 - 24 |
| 67    | 16 mars    | @ Houston             | D 103-117      | Caris LeVert (21)   | Sam Merrill (8)    | Caris LeVert (7)     | Toyota Center 18 055              | 42 - 25 |
| 68    | 18 mars    | @ Indiana             | V 108-103      | Allen, LeVert (23)  | Jarrett Allen (9)  | Caris LeVert (11)    | Gainbridge Fieldhouse 17 274      | 43 - 25 |
| 69    | 20 mars    | Miami                 | D 104-107      | Jarrett Allen (25)  | Jarrett Allen (20) | Caris LeVert (12)    | Rocket Mortgage FieldHouse 19 432 | 43 - 26 |
| 70    | 22 mars    | @ Minnesota           | D 91-104       | Darius Garland (19) | Jarrett Allen (13) | Caris LeVert (6)     | Target Center 18 024              | 43 - 27 |
| 71    | 24 mars    | @ Miami               | D 84-121       | Evan Mobley (15)    | Quatre joueurs (4) | Sam Merrill (6)      | Kaseya Center 19 645              | 43 - 28 |
| 72    | 25 mars    | Charlotte             | V 115-92       | Trois joueurs (17)  | Jarrett Allen (13) | Darius Garland (10)  | Rocket Mortgage FieldHouse 19 432 | 44 - 28 |
| 73    | 27 mars    | @ Charlotte           | D 111-118      | Jarrett Allen (24)  | Jarrett Allen (8)  | Darius Garland (12)  | Spectrum Center 15 303            | 44 - 29 |
| 74    | 29 mars    | Philadelphie          | V 117-114      | Georges Niang (25)  | Allen, Mobley (11) | Darius Garland (12)  | Rocket Mortgage FieldHouse 19 432 | 45 - 29 |
| 75    | 31 mars    | @ Denver              | D 101-130      | Evan Mobley (23)    | Caris LeVert (6)   | Darius Garland (7)   | Ball Arena 19 621                 | 45 - 30 |

| Match | Date match | Équipe          | Score     | Meilleur marqueur     | Meilleur rebondeur | Meilleur passeur     | Lieux Spectateurs                 | Série   |
| ----- | ---------- | --------------- | --------- | --------------------- | ------------------ | -------------------- | --------------------------------- | ------- |
| 76    | 2 avril    | @ Utah          | V 129-113 | Caris LeVert (26)     | Jarrett Allen (12) | Darius Garland (8)   | Delta Center 18 206               | 46 - 30 |
| 77    | 3 avril    | @ Phoenix       | D 101-122 | Donovan Mitchell (24) | Max Strus (12)     | Garland, Strus (8)   | Footprint Center 17 071           | 46 - 31 |
| 78    | 6 avril    | @ L.A. Lakers   | D 97-116  | Darius Garland (26)   | Jarrett Allen (12) | Donovan Mitchell (7) | Crypto.com Arena 18 997           | 46 - 32 |
| 79    | 7 avril    | @ L.A. Clippers | D 118-120 | Darius Garland (28)   | Jarrett Allen (10) | Max Strus (9)        | Crypto.com Arena 19 370           | 46 - 33 |
| 80    | 10 avril   | Memphis         | V 110-98  | Donovan Mitchell (29) | Evan Mobley (12)   | Darius Garland (9)   | Rocket Mortgage FieldHouse 19 432 | 47 - 33 |
| 81    | 12 avril   | Indiana         | V 129-120 | Donovan Mitchell (33) | Jarrett Allen (13) | Max Strus (9)        | Rocket Mortgage FieldHouse 19 432 | 48 - 33 |
| 82    | 14 avril   | Charlotte       | D 110-120 | Georges Niang (16)    | Max Strus (10)     | Max Strus (11)       | Rocket Mortgage FieldHouse 19 432 | 48 - 34 |

### Playoffs
| Playoffs Total: 5-7 (Domicile : 4-2; Extérieur : 1-5) |

| Match | Date match | Équipe    | Score     | Meilleur marqueur     | Meilleur rebondeur | Meilleur passeur      | Lieux Spectateurs                 | Série |
| ----- | ---------- | --------- | --------- | --------------------- | ------------------ | --------------------- | --------------------------------- | ----- |
| 1     | 20 avril   | Orlando   | V 97-83   | Donovan Mitchell (30) | Jarrett Allen (18) | Darius Garland (8)    | Rocket Mortgage FieldHouse 19 432 | 1 - 0 |
| 2     | 22 avril   | Orlando   | V 96-86   | Donovan Mitchell (23) | Jarrett Allen (20) | Trois joueurs (4)     | Rocket Mortgage FieldHouse 19 432 | 2 - 0 |
| 3     | 25 avril   | @ Orlando | D 83-121  | Allen, LeVert (15)    | Jarrett Allen (8)  | Donovan Mitchell (7)  | Kia Center 18 846                 | 2 - 1 |
| 4     | 27 avril   | @ Orlando | D 89-112  | Jarrett Allen (21)    | Allen, Mobley (9)  | Garland, Mitchell (6) | Kia Center 18 933                 | 2 - 2 |
| 5     | 30 avril   | Orlando   | V 104-103 | Donovan Mitchell (28) | Evan Mobley (13)   | Garland, Strus (5)    | Rocket Mortgage FieldHouse 19 432 | 3 - 2 |
| 6     | 3 mai      | @ Orlando | D 96-103  | Donovan Mitchell (50) | Morris, Strus (8)  | Darius Garland (5)    | Kia Center 19 193                 | 3 - 3 |
| 7     | 5 mai      | Orlando   | V 106-94  | Donovan Mitchell (39) | Evan Mobley (16)   | Donovan Mitchell (5)  | Rocket Mortgage FieldHouse 19 432 | 4 - 3 |

| Match | Date match | Équipe   | Score     | Meilleur marqueur     | Meilleur rebondeur | Meilleur passeur      | Lieux Spectateurs                 | Série |
| ----- | ---------- | -------- | --------- | --------------------- | ------------------ | --------------------- | --------------------------------- | ----- |
| 1     | 7 mai      | @ Boston | D 95-120  | Donovan Mitchell (33) | Evan Mobley (13)   | Garland, Mitchell (5) | TD Garden 19 156                  | 0 - 1 |
| 2     | 9 mai      | @ Boston | V 118-94  | Donovan Mitchell (29) | Evan Mobley (10)   | Donovan Mitchell (8)  | TD Garden 19 156                  | 1 - 1 |
| 3     | 11 mai     | Boston   | D 93-106  | Donovan Mitchell (33) | Evan Mobley (8)    | Darius Garland (6)    | Rocket Mortgage FieldHouse 19 432 | 1 - 2 |
| 4     | 13 mai     | Boston   | D 102-109 | Darius Garland (30)   | Evan Mobley (9)    | Garland, Strus (7)    | Rocket Mortgage FieldHouse 19 432 | 1 - 3 |
| 5     | 15 mai     | @ Boston | D 98-113  | Evan Mobley (33)      | Mobley, Strus (7)  | Garland, Strus (9)    | TD Garden 19 156                  | 1 - 4 |

### Confrontations en saison régulière
| Conférence Est      | Conférence Est                              | Conférence Est                              | Conférence Est                              | Conférence Est                              | Conférence Ouest                            | Conférence Ouest                            | Conférence Ouest                            |
| Division Atlantique | Division Atlantique                         | Division Atlantique                         | Division Atlantique                         | Division Atlantique                         | Division Nord-Ouest                         | Division Nord-Ouest                         | Division Nord-Ouest                         |
| Équipe              | Domicile                                    | Domicile                                    | Extérieur                                   | Extérieur                                   | Équipe                                      | Domicile                                    | Extérieur                                   |
| ------------------- | ------------------------------------------- | ------------------------------------------- | ------------------------------------------- | ------------------------------------------- | ------------------------------------------- | ------------------------------------------- | ------------------------------------------- |
| Boston              | 105-104                                     |                                             | 113-120                                     | 107-116                                     | Denver                                      | 121-109                                     | 101-130                                     |
| Brooklyn            | 111-102                                     | 101-120                                     | 114-113                                     | 118-95                                      | Minnesota                                   | 113-104 (OT)                                | 91-104                                      |
| New York            | 91-109                                      | 98-107                                      | 95-89                                       |                                             | Oklahoma City                               | 105-108                                     | 120-128                                     |
| Philadelphie        | 121-123                                     | 117-114                                     | 122-119 (OT)                                | 97-104                                      | Portland                                    | 95-103                                      | 109-95                                      |
| Toronto             | 105-102                                     |                                             | 121-124                                     | 119-95                                      | Utah                                        | 124-116                                     | 129-113                                     |
| Division            | 9–8 (Domicile : 4-4; Extérieur : 5-4)       | 9–8 (Domicile : 4-4; Extérieur : 5-4)       | 9–8 (Domicile : 4-4; Extérieur : 5-4)       | 9–8 (Domicile : 4-4; Extérieur : 5-4)       | Division                                    | 5–5 (Domicile : 3-2; Extérieur : 2-3)       | 5–5 (Domicile : 3-2; Extérieur : 2-3)       |
| Division Centrale   | Division Centrale                           | Division Centrale                           | Division Centrale                           | Division Centrale                           | Division Pacifique                          | Division Pacifique                          | Division Pacifique                          |
| Équipe              | Domicile                                    | Domicile                                    | Extérieur                                   | Extérieur                                   | Équipe                                      | Domicile                                    | Extérieur                                   |
| Chicago             | 109-91                                      | 108-105                                     | 109-95                                      | 123-132 (2OT)                               | Golden State                                | 115-104                                     | 118-110                                     |
|                     |                                             |                                             |                                             |                                             | L.A. Clippers                               | 118-108                                     | 118-120                                     |
| Détroit             | 108-100                                     | 128-121                                     | 110-101                                     | 110-100                                     | L.A. Lakers                                 | 115-121                                     | 97-116                                      |
| Indiana             | 113-125                                     | 129-120                                     | 116-121                                     | 108-103                                     | Phoenix                                     | 111-117                                     | 101-122                                     |
| Milwaukee           | 111-119                                     | 135-95                                      | 116-126                                     | 112-100                                     | Sacramento                                  | 136-110                                     | 120-132                                     |
| Division            | 11–5 (Domicile : 6-2; Extérieur : 5-3)      | 11–5 (Domicile : 6-2; Extérieur : 5-3)      | 11–5 (Domicile : 6-2; Extérieur : 5-3)      | 11–5 (Domicile : 6-2; Extérieur : 5-3)      | Division                                    | 4–6 (Domicile : 3-2; Extérieur : 1-4)       | 4–6 (Domicile : 3-2; Extérieur : 1-4)       |
| Division Sud-Est    | Division Sud-Est                            | Division Sud-Est                            | Division Sud-Est                            | Division Sud-Est                            | Division Sud-Ouest                          | Division Sud-Ouest                          | Division Sud-Ouest                          |
| Équipe              | Domicile                                    | Domicile                                    | Extérieur                                   | Extérieur                                   | Équipe                                      | Domicile                                    | Extérieur                                   |
| Atlanta             | 128-105                                     | 127-119                                     | 116-95                                      | 101-112                                     | Dallas                                      | 121-119                                     | 113-110                                     |
| Charlotte           | 115-92                                      | 110-120                                     | 111-118                                     |                                             | Houston                                     | 135-130 (OT)                                | 103-117                                     |
| Miami               | 96-129                                      | 104-107                                     | 111-99                                      | 84-121                                      | Memphis                                     | 110-98                                      | 108-101                                     |
| Orlando             | 121-111                                     | 109-116                                     | 94-104                                      | 126-99                                      | New Orleans                                 | 104-123                                     | 116-95                                      |
| Washington          | 140-101                                     | 114-90                                      | 114-106                                     | 114-105                                     | San Antonio                                 | 117-115                                     | 117-101                                     |
| Division            | 11–8 (Domicile : 6-4; Extérieur : 5-4)      | 11–8 (Domicile : 6-4; Extérieur : 5-4)      | 11–8 (Domicile : 6-4; Extérieur : 5-4)      | 11–8 (Domicile : 6-4; Extérieur : 5-4)      | Division                                    | 8–2 (Domicile : 4-1; Extérieur : 4-1)       | 8–2 (Domicile : 4-1; Extérieur : 4-1)       |
| Conférence          | 31–21 (Domicile : 16–10; Extérieur : 15–11) | 31–21 (Domicile : 16–10; Extérieur : 15–11) | 31–21 (Domicile : 16–10; Extérieur : 15–11) | 31–21 (Domicile : 16–10; Extérieur : 15–11) | Conférence                                  | 17–13 (Domicile : 10–5; Extérieur : 7–8)    | 17–13 (Domicile : 10–5; Extérieur : 7–8)    |
| Total               | 48–34 (Domicile : 26–15; Extérieur : 22–19) | 48–34 (Domicile : 26–15; Extérieur : 22–19) | 48–34 (Domicile : 26–15; Extérieur : 22–19) | 48–34 (Domicile : 26–15; Extérieur : 22–19) | 48–34 (Domicile : 26–15; Extérieur : 22–19) | 48–34 (Domicile : 26–15; Extérieur : 22–19) | 48–34 (Domicile : 26–15; Extérieur : 22–19) |

## Classements

### Saison régulière
| Conférence Est | Conférence Est             | Conférence Est | Conférence Est | Conférence Est | Conférence Est | Conférence Est | Conférence Est |
| No             | Franchise                  | Vic.           | Déf.           | MJ             | V/D            | GB             |                |
| -------------- | -------------------------- | -------------- | -------------- | -------------- | -------------- | -------------- | -------------- |
| 1              | z - Celtics de Boston      | 64             | 18             | 82             | .780           | –              |                |
| 2              | x - Knicks de New York     | 50             | 32             | 82             | .610           | 14             |                |
| 3              | y - Bucks de Milwaukee     | 49             | 33             | 82             | .598           | 15             |                |
| 4              | x - Cavaliers de Cleveland | 48             | 34             | 82             | .585           | 16             |                |
| 5              | y - Magic d'Orlando        | 47             | 35             | 82             | .573           | 17             |                |
| 6              | x - Pacers de l'Indiana    | 47             | 35             | 82             | .573           | 17             |                |
|                |                            |                |                |                |                |                |                |
| 7              | x - 76ers de Philadelphie  | 47             | 35             | 82             | .573           | 17             |                |
| 8              | x - Heat de Miami          | 46             | 36             | 82             | .561           | 18             |                |
| 9              | pi - Bulls de Chicago      | 39             | 43             | 82             | .476           | 25             |                |
| 10             | pi - Hawks d'Atlanta       | 36             | 46             | 82             | .439           | 28             |                |
|                |                            |                |                |                |                |                |                |
| 11             | o - Nets de Brooklyn       | 32             | 50             | 82             | .390           | 32             |                |
| 12             | o - Raptors de Toronto     | 25             | 57             | 82             | .305           | 39             |                |
| 13             | o - Hornets de Charlotte   | 21             | 61             | 82             | .256           | 43             |                |
| 14             | o - Wizards de Washington  | 15             | 67             | 82             | .183           | 49             |                |
| 15             | o - Pistons de Détroit     | 14             | 68             | 82             | .171           | 50             |                |

| Division Centrale          | V  | D  | MJ | V/D  | GB | Dom   | Ext   | Div  |
| -------------------------- | -- | -- | -- | ---- | -- | ----- | ----- | ---- |
| y - Bucks de Milwaukee     | 49 | 33 | 82 | .598 | –  | 31-11 | 18-22 | 10-7 |
| x - Cavaliers de Cleveland | 48 | 34 | 82 | .585 | 1  | 26-15 | 22-19 | 11-5 |
| x - Pacers de l'Indiana    | 47 | 35 | 82 | .573 | 2  | 26-15 | 21-20 | 11-6 |
| pi - Bulls de Chicago      | 39 | 43 | 82 | .476 | 10 | 20-21 | 19-22 | 7-9  |
| o - Pistons de Détroit     | 14 | 68 | 82 | .171 | 35 | 7-33  | 7-35  | 2-14 |

### NBA In-Season Tournament
| Rang | Équipe                 | Pts | J | G | P | Pp  | Pc  | Diff |
| ---- | ---------------------- | --- | - | - | - | --- | --- | ---- |
| 1    | Pacers de l'Indiana    | 8   | 4 | 4 | 0 | 546 | 507 | 39   |
| 2    | Cavaliers de Cleveland | 7   | 4 | 3 | 1 | 474 | 445 | 29   |
| 3    | 76ers de Philadelphie  | 6   | 4 | 2 | 2 | 485 | 476 | 9    |
| 4    | Hawks d'Atlanta        | 5   | 4 | 1 | 3 | 499 | 531 | -32  |
| 5    | Pistons de Détroit     | 4   | 4 | 0 | 4 | 439 | 484 | -45  |